# Чешка на Светском првенству у атлетици на отвореном 2015.
Чешка је на Светском првенству у атлетици на отвореном 2015. одржаном у Пекингу од 22. до 30. августа, учествовала дванаести пут, односно учествовала је под данашњим именом на свим првенствима од 1993. до данас. Репрезентацију Чешке представљало је 25 такмичара (15 мушкараца и 10 жена) у 19 (11 мушких и 8 женских) дисциплина.,
На овом првенству Чешка је по броју освојених медаља делила 15. место са 1 освојеном медаљом (златна). Оборена су четири национална рекорда, један светски рекорд сезоне, четири лична и два најбоља лична резултата у сезони. У табели успешности према броју и пласману такмичара који су учествовали у финалним такмичењима (првих 8 такмичара) Чешка је са 5 учесника у финалу делила 21. месту са 14 бодова.
| Плас. | Земља | 1. место | 2. место | 3. место | 4. место | 5. место | 6. место | 7. место | 8. место | Бр. финал. | Бод. |
| ----- | ----- | -------- | -------- | -------- | -------- | -------- | -------- | -------- | -------- | ---------- | ---- |
| =21.  | Чешка | 1        | 0        | 0        | 0        | 0        | 0        | 2        | 2        | 5          | 14   |

## Учесници
| Мушкарци: - Павел Маслак — 400 м - Јакуб Холуша — 1.500 м - Петр Свобода — 110 м препоне - Лукаш Гдула — Ходање 50 км - Јарослав Баба — Скок увис - Јан Кудличка — Скок мотком - Михал Балнер — Скок мотком - Радек Јушка — Скок удаљ - Јан Марсел — Бацање кугле - Томаш Станек — Бацање кугле - Лукаш Мелих — Бацање кладива - Витјезслав Весели — Бацање копља - Јакуб Вадлејх — Бацање копља - Петр Фридрих — Бацање копља - Адам Себастијан Хелцелет — Десетобој | Жене: - Зузана Хејнова — 400 м препоне - Дениза Росолова — 400 м препоне - Луција Секанова — 3.000 м препреке - Анежка Драхотова — Ходање 20 км - Луси Пелантова — Ходање 20 км - Олдришка Марешова — Скок увис - Јиржина Птачњикова — Скок мотком - Тереза Кралова — Бацање кладива - Барбора Шпотакова — Бацање копља - Елишка Клучинова — Седмобој |  |

## Освајачи медаља (1)

### Злато (1)
- Зузана Хејнова — 400 м препоне

## Резултати

### Мушкарци
| Атлетичар         | Дисциплина     | Лични рекорд | Квалификације   | Квалификације   | Полуфинале            | Полуфинале            | Финале                                      | Финале          | Детаљи                                      |
| Атлетичар         | Дисциплина     | Лични рекорд | Резултат        | Место           | Резултат              | Место                 | Резултат                                    | Место           | Детаљи                                      |
| ----------------- | -------------- | ------------ | --------------- | --------------- | --------------------- | --------------------- | ------------------------------------------- | --------------- | ------------------------------------------- |
| Павел Маслак      | 400 м          | 44,79 НР     | 45,6            | 6. у гр. 3      | Нису се квалификовали | Нису се квалификовали | Нису се квалификовали                       | 25 / 44 (45)    |                                             |
| Јакуб Холуша      | 1.500 м        | 3:34,26 НР   | 3:43,66         | 8. у гр. 1      | Нису се квалификовали | Нису се квалификовали | Нису се квалификовали                       | 30 / 40 (41)    | Архивирано на веб-сајту (18. новембар 2015) |
| Петр Свобода      | 110 м препоне  | 13,27 НР     | дисквалификован | дисквалификован | 13,79                 | 8. у гр. 1            | Није се квалификовао                        | 24 / 37 (42)    |                                             |
| Лукаш Гдула       | 50 км ходање   | 3:59:03      |                 |                 |                       |                       | дисквалификован                             | дисквалификован |                                             |
| Јарослав Баба     | Скок увис      | 2,37д        | 2,31 КВ, ЛРС    | 4. у гр. Б      |                       |                       | 2,29                                        | 7 / 39 (41)     |                                             |
| Јан Кудличка      | Скок мотком    | 5.81 д       | 5,70 КВ         | 3. у гр. Б      | 5,50                  | 13 / 33 (34)          |                                             |                 |                                             |
| Михал Балнер      | Скок мотком    | 5,82         | 5,70 КВ         | 8. у гр. А      | 5,65                  | 7 / 33 (34)           |                                             |                 |                                             |
| Радек Јушка       | Скок удаљ      | 8,15         | 7,98 кв         | 4. у гр. А      | 7,57                  | 11 / 28 (33)          |                                             |                 |                                             |
| Јан Марсел        | Бацање кугле   | 20,93        | 20,32 кв        | 7. у гр. А      | 19,69                 | 10 / 31               | Архивирано на веб-сајту (28. август 2015)   |                 |                                             |
| Томаш Станек      | Бацање кугле   | 20,94 д      | 19,64           | 8. у гр. Б      | Нису се квалификовали | 19 / 31               |                                             |                 |                                             |
| Лукаш Мелих       | Бацање кладива | 80,28        | 72,12           | 10. у гр. А     | Нису се квалификовали | 20 / 30               |                                             |                 |                                             |
| Витјезслав Весели | Бацање копља   | 88,34        | 83,63 КВ        | 3. у гр. Б      | 83,13                 | 8 / 33                |                                             |                 |                                             |
| Јакуб Вадлејх     | Бацање копља   | 86,21        | 78,95           | 8. у гр. А      | Нису се квалификовали | 20 / 33               | Архивирано на веб-сајту (26. новембар 2015) |                 |                                             |
| Петр Фридрих      | Бацање копља   | 88,23        | 74,24           | 16. у гр. Б     | Нису се квалификовали | 30 / 33               | Архивирано на веб-сајту (26. новембар 2015) |                 |                                             |

#### Десетобој
| Дисциплина    | Адам Себастијан Хелцелет Архивирано на веб-сајту (29. август 2015) | Адам Себастијан Хелцелет Архивирано на веб-сајту (29. август 2015) | Адам Себастијан Хелцелет Архивирано на веб-сајту (29. август 2015) | Адам Себастијан Хелцелет Архивирано на веб-сајту (29. август 2015) | Адам Себастијан Хелцелет Архивирано на веб-сајту (29. август 2015) | Адам Себастијан Хелцелет Архивирано на веб-сајту (29. август 2015) |
| Дисциплина    | Лич. рек.                                                          | Резултат                                                           | Бод.                                                               | Плас.                                                              | Укупно                                                             | Плас.                                                              |
| ------------- | ------------------------------------------------------------------ | ------------------------------------------------------------------ | ------------------------------------------------------------------ | ------------------------------------------------------------------ | ------------------------------------------------------------------ | ------------------------------------------------------------------ |
| 100 м         | 10,81                                                              | 11,09                                                              | 841                                                                | 21.                                                                |                                                                    |                                                                    |
| Скок удаљ     | 7,36                                                               | 7,29                                                               | 883                                                                | 16.                                                                | 1.724                                                              | 17.                                                                |
| Бацање кугле  | 15,29                                                              | 15,30 ЛР                                                           | 808                                                                | 3.                                                                 | 2.532                                                              | 12.                                                                |
| Скок увис     | 2,07                                                               | 2,04                                                               | 840                                                                | 8.                                                                 | 3.372                                                              | 13.                                                                |
| 400 м         | 48,66                                                              | 49,66 ЛРС                                                          | 830                                                                | 19.                                                                | 4.202                                                              | 14.                                                                |
| 110 м препоне | 14,24                                                              | 14,20 ЛР                                                           | 949                                                                | 6.                                                                 | 5.151                                                              | 11.                                                                |
| Бацање диска  | 46,50                                                              | 42,90                                                              | 724                                                                | 13.                                                                | 5.875                                                              | 10.                                                                |
| Скок мотком   | 5,00                                                               | 4,90 ЛРС                                                           | 880                                                                | 9.                                                                 | 6.755                                                              | 10.                                                                |
| Бацање копља  | 65,32                                                              | 63,07                                                              | 784                                                                | 7.                                                                 | 7.539                                                              | 9.                                                                 |
| 1500 м        | 4:37,93                                                            | 4:37,65 ЛР                                                         | 695                                                                | 14.                                                                |                                                                    |                                                                    |
| Десетобој     | 8.252                                                              |                                                                    |                                                                    |                                                                    | 8.234 ЛРС                                                          | 11 / 22 (29)                                                       |

### Жене
| Атлетичарка        | Дисциплина       | Лични рекорд | Квалификације       | Квалификације       | Полуфинале            | Полуфинале            | Финале                                       | Финале       | Детаљи                                      |
| Атлетичарка        | Дисциплина       | Лични рекорд | Резултат            | Место               | Резултат              | Место                 | Резултат                                     | Место        | Детаљи                                      |
| ------------------ | ---------------- | ------------ | ------------------- | ------------------- | --------------------- | --------------------- | -------------------------------------------- | ------------ | ------------------------------------------- |
| Зузана Хејнова     | 400 м препоне    | 52,83 НР     | 54,55 КВ            | 1. у гр. 2          | 54,24 КВ              | 1. у гр. 3            | 53,50 СРС                                    |              |                                             |
| Дениза Росолова    | 400 м препоне    | 54,24        | 55,33 КВ            | 2. у гр. 5          | 55,73                 | 4. у гр. 2            | Нису се квалификовале                        | 11 / 36 (37) |                                             |
| Луција Секанова    | 3.000 м препреке | 9:41,84      | 9:45,72             | 9. у гр. 3          |                       |                       | Нису се квалификовале                        | 27 / 43 (45) | Архивирано на веб-сајту (15. децембар 2015) |
| Анежка Драхотова   | 20 км ходање     | 1:26:53 НР   |                     |                     |                       |                       | 1:30:32                                      | 8 / 42 (50)  |                                             |
| Луси Пелантова     | 20 км ходање     | 1:32:07      | 1:38:34             | 36 / 42 (50)        |                       |                       |                                              |              |                                             |
| Олдришка Марешова  | Скок увис        | 1,92         | 1,87                | 11. у гр. Б         |                       |                       | Није се квалификовала                        | 19 / 28 (30) |                                             |
| Јиржина Птачњикова | Скок мотком      | 4,76 НР      | без исправног скока | без исправног скока | Није се квалификовала | Није се квалификовала |                                              |              |                                             |
| Тереза Кралова     | Бацање кладива   | 70,21        | 61,39               | 11. у гр А          | Није се квалификовала | 30 / 30 (31)          |                                              |              |                                             |
| Барбора Шпотакова  | Бацање копља     | 72,28 НР     | 65,02               | 3. у гр. Б          | 60,08                 | 9 / 32                | Архивирано на веб-сајту (24. септембар 2015) |              |                                             |

#### Седмобој
| Дисциплина    | Елишка Клучинова | Елишка Клучинова | Елишка Клучинова | Елишка Клучинова | Елишка Клучинова |              |
| Дисциплина    | Лични рекорд     | Резултат         | Бод.             | Плас.            | Укупно           | Плас.        |
| ------------- | ---------------- | ---------------- | ---------------- | ---------------- | ---------------- | ------------ |
| 100 м препоне | 13,81            | 14,06            | 970              | 27.              |                  |              |
| Скок увис     | 1,90             | 1,86             | 1.054            | 3.               | 2.024            | 17.          |
| Бацање кугле  | 14,69            | 13,79            | 780              | 14.              | 2.804            | 13.          |
| 200 м         | 24,56            | 25,39            | 851              | 28.              | 3.655            | 21.          |
| Скок удаљ     | 6,43             | 6,10             | 880              | 16.              | 4.535            | 19.          |
| Бацање копља  | 50,75            | 51,09 ЛР         | 881              | 5.               | 5.416            | 11.          |
| 800 м         | 2:12,50          | 2:19,48          | 831              | 17.              |                  |              |
| Седмобој      | 6.460 НР         |                  |                  |                  | 6.247            | 13 / 28 (36) |